# Pareuthymia javana
Pareuthymia javana är en insektsart som beskrevs av Willemse, C. 1937. Pareuthymia javana ingår i släktet Pareuthymia och familjen gräshoppor. Inga underarter finns listade i Catalogue of Life.